# Idaea flava
Idaea flava är en fjärilsart som beskrevs av Peter William Michael 1963. Idaea flava ingår i släktet Idaea och familjen mätare. Inga underarter finns listade i Catalogue of Life.